# Kerli
Kerli Kõiv (Elva, 7 februari 1987), bekend onder haar artiestennaam Kerli, is een Estlandse zangeres bekend door haar deelname aan de Eurolaul-editie van 2004. Ze bracht het liedje "Beautiful Inside" en verzamelde hiermee 3.638 punten die haar naar de tweede plaats loodsten. Ze nam ook deel aan Melodifestivalen 2003 in Zweden. In 2010 won Kerli een European Border Breakers Award. De European Border Breakers Awards zijn prijzen die jaarlijks worden uitgereikt aan tien jonge veelbelovende Europese artiesten die het jaar ervoor succesvol buiten de eigen landsgrenzen debuteerden.

## Discografie

### Studioalbums
| Jaar | Albumdetails               | Hoogste positie | Hoogste positie | Hoogste positie | Hoogste positie | Hoogste positie | Hoogste positie | Certificaties      | Verkoopcijfers                |
| Jaar | Albumdetails               | EST             | US              | BEL (VLA)       | BEL (WAL)       | ZWI             | ITA             | Certificaties      | Verkoopcijfers                |
| ---- | -------------------------- | --------------- | --------------- | --------------- | --------------- | --------------- | --------------- | ------------------ | ----------------------------- |
| 2008 | Love Is Dead - 8 juli 2008 | 1               | 126             | 61              | 52              | 92              | 64              | - EST: 5× Platinum | - EST: 13.000+ - USA: 65.000+ |
| 2012 | TBA                        | TBA             | TBA             | TBA             | TBA             | TBA             | TBA             | TBA                | TBA                           |
| 2019 | Shadow Works               |                 |                 |                 |                 |                 |                 |                    |                               |

### Singles
| Jaar                                                                           | Titel            | Hoogste positie | Hoogste positie | Hoogste positie | Hoogste positie | Hoogste positie | Hoogste positie | Hoogste positie | Hoogste positie | Hoogste positie | Album        |
| Jaar                                                                           | Titel            | EST             | AUT             | BEL (WAL)       | BEL (VLA)       | EUR             | GER             | ITA             | SWI             | US Dance        | Album        |
| ------------------------------------------------------------------------------ | ---------------- | --------------- | --------------- | --------------- | --------------- | --------------- | --------------- | --------------- | --------------- | --------------- | ------------ |
| 2008                                                                           | "Walking on Air" | 1               | 35              | 32              | 32              | 75              | 25              | 20              | 37              | —               | Love Is Dead |
| 2008                                                                           | "Creepshow"      | 7               | —               | —               | —               | —               | —               | —               | —               | —               | Love Is Dead |
| 2010                                                                           | "Tea Party"      | —               | —               | —               | —               | —               | —               | —               | —               | —               | Almost Alice |
| 2010                                                                           | "Army of Love"   | 10              | —               | —               | —               | —               | —               | —               | —               | 1               | TBA          |
| 2012                                                                           | "Zero Gravity"   | 1               | 1               | —               | —               | 7               | 4               | 5               | 11              | 4               | TBA          |
| "—" geeft aan dat de single de hitlijsten niet haalde, of niet uitgebracht is. |                  |                 |                 |                 |                 |                 |                 |                 |                 |                 |              |